# Ичнянский полк
Ичнянский полк — военно-административная единица Войска Запорожского со столицей в Ичне.

## История
Ичнянский полк был создан в период восстания Хмельницкого весной 1648 года. После Зборовского мира полк был упразднён и вошёл в состав Прилуцкого полка. 

## Полковники
За весь период существования полка в полку было два полковника:
1. Головацкий, Пётр (1648-1649)
2. Головацкий, Степан (1649)